# Liste der Minister für Humanressourcen Ungarns
Diese Liste umfasst alle Minister für Humanressourcen Ungarns.
Das Ministerium für Humanressourcen (ungarisch Emberi Erőforrások Minisztériuma) entstand 2010 aus der Fusion des Ministeriums für Bildung, des Ministeriums für Gesundheit und des Ministeriums für Arbeit und Soziales.

## Minister
- Miklós Réthelyi, 29. Mai 2010 – 14. Mai 2012
- Zoltán Balog, 14. Mai 2012 – 18. Mai 2018
- Miklós Kásler, seit 18. Mai 2018